# Tuzum
Abul Uafa Tuzum (Abu'l-Wafa Tuzun) foi um soldado turco que serviu primeiro ao governante iraniano Mardavije ibne Ziar e depois ao Califado Abássida. Ascendeu à posição de liderança no exército Abássida, expulsou o hamadânida Nácer Adaulá de Baguedade e assumiu a posição de emir de emires em 31 de maio de 943, tornando-se o governante de facto do califado. Ele manteve esta posição até sua morte em agosto de 945, meses antes dos buídas tomarem Baguedade e controlarem Califado Abássida.

## Vida

### Começo da carreira
Tuzum foi um soldado escravo turco (gulam ou mameluco) que inicialmente serviu o governante iraniano autônomo Mardavije ibne Ziar. Após o assassinato de Mardavije em 935, muitos de seus soldados entraram em serviço do poderoso governador abássida de Uacite, ibne Raique. Com seu apoio, em 936, ibne Raique conseguiu assegurar o convite do califa Arradi para tomar controle da administração efetiva do que restava do califado, sob o título de emir de emires. Entre as primeiras ações tomadas por ibne Raique estavam o desmantelamento do antigo exército califal, deixando suas tropas turcas como um dos principais poderes na luta pelo controle do califa e sua corte, uma luta que logo atrairia ambiciosos vizinhos como os hamadânidas da Jazira (Mesopotâmia Superior) e os albáridas de Baçorá. Nesta complicada luta, ibne Raique foi deposto em 938 por Bajecã, que como Tuzum havia servido Madavije e havia cindo do oeste com ele. Ibne Raique recuperou sua posição em 941, após a morte de Bajecã, apenas para ser assassinado e substituído no ano seguinte pelo emir hamadânida Nácer Adaulá.
Durante este período, Tuzum desempenhou um papel ativo. É mencionado pela primeira vez no começo de 401, quando os albáridas moveram-se contra Baguedade, e ele foi encarregado por Bajecã, junto com Nustaquim, para confrontá-los. A batalha ocorreu próximo de Madar, que a princípio foi contra as tropas de Baguedade, mas posteriormente Tuzum e Nuxtaquim prevaleceram e repeliram os albáridas. Bajecã foi morto, contudo, por brigantes curdos em 21 de abril, e o tumulto se seguiu: o califa Almutaqui nomeou um vizir, mas foi logo compelido a instalar o líder albárida Abu Abedalá Albaridi no posto, que manteve-o até a amotinação dum exército resultar na nomeação do líder dailamita Curanquije como emir de emires (1 de julho). Nesse meio tempo, após a morte de Bajecã, Tuzum, Nustaquim, Cajecaje e vários outros líderes militares turcos foram para o norte de Moçul e tentaram ser admitidos nas fileiras de Nácer Adaulá, mas ele mandou-os embora. Como resultado, eles viraram-se para ibne Raique, que usou a oportunidade para recuperar seu antigo posto (23 de setembro).
Em novembro, contudo, Tuzum e outros líderes turcos amotinaram contra ibne Raique e desertaram para os albáridas. Isso aumentou a força dos últimos e encorajou-os a marchar contra Baguedade: em 7 de março de 942, as tropas albáridas lutaram seu caminho para a cidade, enquanto ibne Raique e o califa retiraram-se para o norte em busca da ajuda dos hamadânidas. Agora mestre da cidade, o líder da família albárida, Abul Huceine, nomeou Tuzum como saíbe da xurta da porção oriental da cidade, através do rio Tibre. O governo albárida logo provou-se impopular, com os indisciplinados dailamitas saqueando a capital e os preços aumento devido à taxação abusiva. Tuzum e outros turcos conspiraram para capturar Abu Huceine, mas foram traídos por Nustaquim, e seu ataque sobre o palácio dos baradis foi repelido pelas prevenidas tropas dailamitas. Tuzum então abandonou Baguedade e com muitos dos turcos marchou para Moçul. Fortalecidos por estas deserções, os hamadânidas marcharam para o sul em direção a Baguedade, que os albáridas abandonaram. Isso foi seguido pelo assassinado de ibne Raique pelos hamadânidas (11 de abril de 942) e a ascensão de Nácer Adaulá ao posto de emir de emires alguns dias depois. Tuzum, por sua vez, foi recompensado com o posto de saíbe da xurta da capital em ambos os lados do rio.
Os albáridas continuaram a enfrentar a posição hamadânida de sua base em Uacite, contudo, e Tuzum foi um dos comandantes do exército enviado contra eles sob o irmão de Nácer Adaulá, Ali, melhor conhecido por seu lacabe de Ceife Adaulá. Numa batalha calorosamente contestada próximo de Almadaim que durou de 16 a 19 de agosto de 942, as tropas hamadânidas e turcas repeliram os albáridas, que abandonaram Uacite para sua base original em Baçorá. Ceife Adaulá ocupou Uacite, mas pela primavera de 943, as tropas turcas e seus líderes, principalmente Tuzum e Cajecaje, inquietaram e amotinaram devido ao atraso de seus pagamentos, enquanto, segundo ibn Miskawayh, Ceife Adaulá tentou conquistá-los para seus próprios projetos sobre a Síria ao negligenciar seu irmão. No final, na noite de 7 de maio de 943, as tropas turcas atacaram o acampamento de Ceife Adaulá e atearam fogo nele. O hamadânida foi capaz de escapar através do deserto de Baguedade, enquanto em Uacite os oficiais turcos aclamaram Tuzum como seu chefe (emir), levando-lhe mirto e ervas em observância ao antigo costume persa, e Cajecaje foi feito comandante-em-chefe (ispassalar).

### Mestre do califado
Ao saber da revolta turca, os albáridas começaram a mover-se contra Uacite e enviaram um emissário para Tuzum solicitando que ele marchasse contra Baguedade, e requerindo os direitos dos impostos fundiários em Uacite. Tuzum deu uma resposta não comprometedora, mas seus espiões logo informaram-no que Cajecaje estava planejando desertar para os albáridas. Em 20 de maio, Tuzum com seus retentores surpreenderam Cajecaje em sua cama, capturando-o e cegando-o. Deixando 300 homens sob Caigalague para salvaguardar Uacite, Tuzum marchou contra Baguedade. Lá, Ceife Adaulá jurou que o califa resistiria, mas com a aproximação dos turcos, o hamadânida e seus oficiais fugiram para norte, e em 3 de junho, Tuzum entrou na capital e foi nomeador emir de emires pelo califa. O primeiro ato de Tuzum foi marchar para sul contra Uacite, que Caigalage foi forçado a abandonar em face da superioridade albárida. Em seu caminho para o sul encontrou-se com Maomé ibne Xirzade, que ele nomeou como seu secretário pessoal.
De volta em Baguedade, contudo, o vizir Abu Huceine ibne Mucla destronou Tuzum e especialmente ibne Xirzade. Temendo por sua própria posição se ele não pudesse satisfazer as exigências financeiras dos turcos, fez contato com os hamadânidas. Um exército hamadânida sob o primo de Nácer Adaulá, Abu Abedalá Huceine, apareceu diante dos portões de Baguedade, e tanto o vizir como o califa foram escoltados por ele para Moçul. Ouvindo sobre estes eventos, Tuzum rapidamente conferiu a Albaridi o imposto fundiário de Uacite e retornou para Baguedade com suas tropas. Tuzum seguiu os hamadânidas para norte, pesadamente derrotando Ceife Adaulá em duas batalhas próximo de Ticrite, e capturou Moçul. Os irmãos hamadânidas e o califa abandonaram Moçul para Nísibis, de onde o califa e sua comitiva, acompanhada por Ceife Adaulá, foram para Raca.
Um acordo foi concluído entre Tuzum e os hamadânidas em 26 de maio de 944, pelo qual Nácer Adaulá renunciou suas reivindicações nas terras centrais do califado no Iraque central, recebendo em troca o reconhecido de seu controle sobre a Jazira e suas reivindicações sobre a Síria. Os hamadânidas também foram obrigados a pagar um tributo anual de 3,6 milhões de dirrãs. No meio tempo, o califa Almutaqui, que ressentiu a dominação dos vários senhores da guerra e tentou recuperar a independência e autoridade de seu ofício, contatou o poderoso e virtualmente independente governante do Egito, Maomé ibne Tugueje Iquíxida. Em resposta, o iquíxida lançou uma campanha através da Síria e em agosto de 944 encontrou o califa em Raca, onde tentou persuadir Almutaqui a mover-se para o Egito. Almutaqui recusou-se, e em vez disso retornou para Baguedade, confiante das garantias de Tuzum. Com a aproximação do califa, contudo, Tuzum encontrou-se com ele, cegando-o e depondo-o em favor de Almostacfi.
Até sua morte em agosto de 945, Tuzum permaneceu em controle de Baguedade, mas sua posição foi crescentemente ameaçada pelas ambições do novo poder, os buídas, e particularmente Amade ibne Buia. Um primeiro ataque buída contra Baguedade em 944 foi repelido, mas após a morte de Tuzum, Maomé ibne Xirzade foi incapaz de fazer cumprir sua autoridade, e em 17 de janeiro de 946, Amade entrou em Baguedade como novo emir de emires e senhor do califado.